# أندريه واتس
أندريه واتس (بالإنجليزية: André Watts)‏ هو معلم موسيقى وأستاذ جامعي وعازف بيانو أمريكي، ولد في 20 يونيو 1946 في نورنبرغ في ألمانيا.

## وصلات خارجية
- الموقع الرسمي
- أندريه واتس على موقع IMDb (الإنجليزية)
- أندريه واتس على موقع الموسوعة البريطانية (الإنجليزية)
- أندريه واتس على موقع ميوزك برينز (الإنجليزية)
- أندريه واتس على موقع إن إن دي بي (الإنجليزية)
- أندريه واتس على موقع أول ميوزيك (الإنجليزية)
- أندريه واتس على موقع ديسكوغز (الإنجليزية)